# Carterista

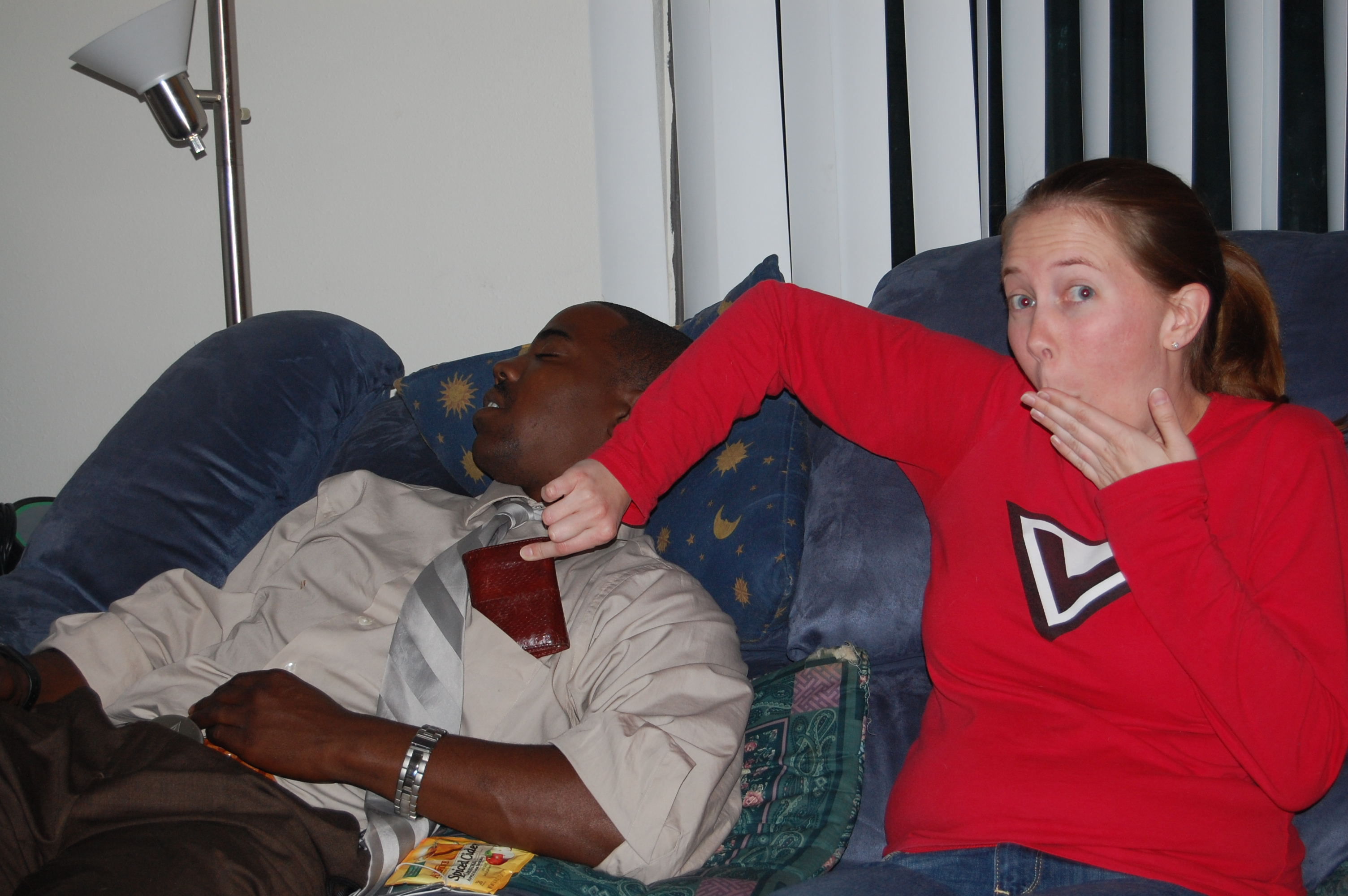
Carterista

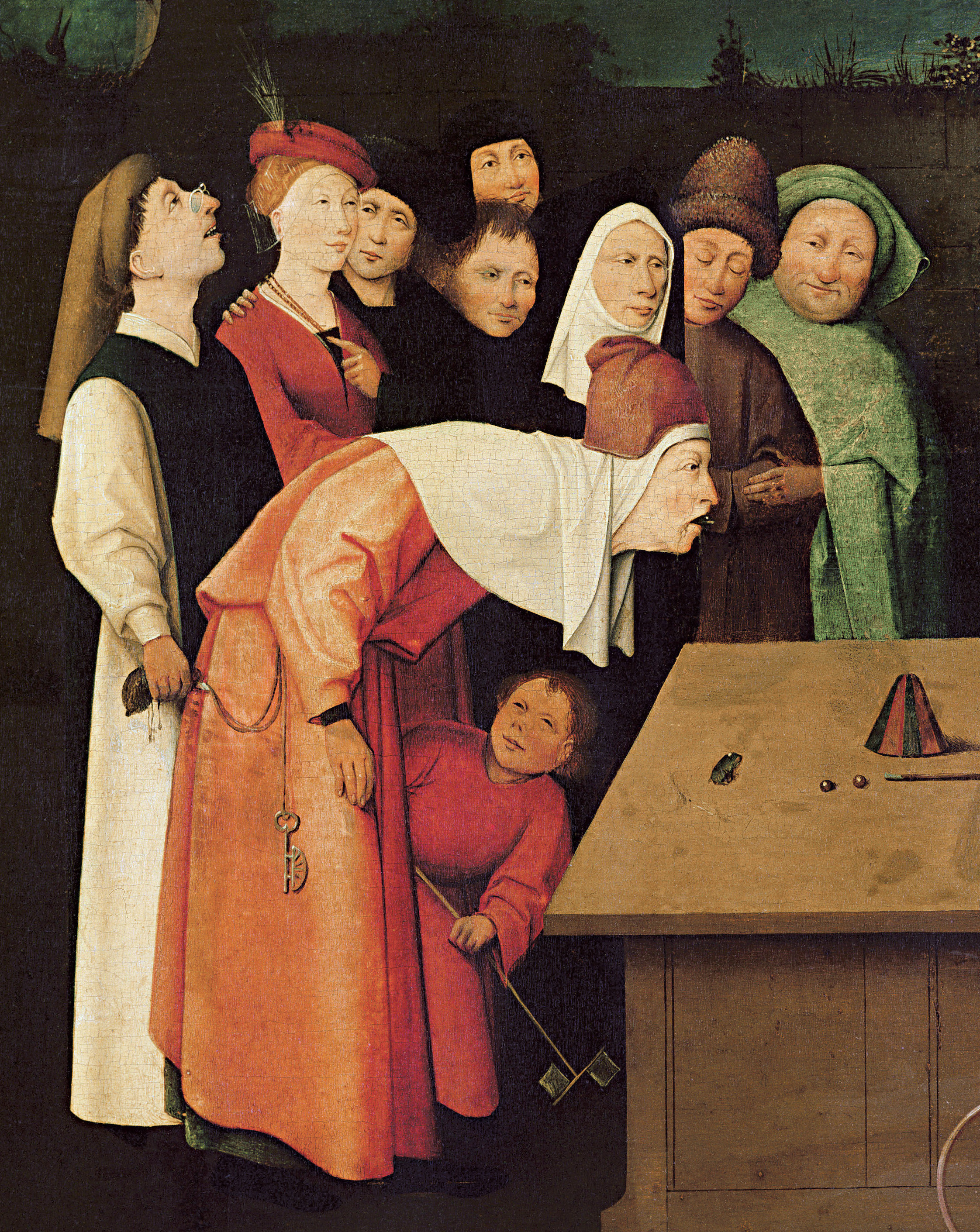
Detall d'El prestidigitador, de Hieronymus Bosch.

Un carterista o carteriste és un lladre especialitzat en una forma de furt que consisteix en el robatori de diners o altres valors sense que la víctima del robatori s'adoni en el moment. Cal considerable destresa i l'habilitat per despistar.
Carteristes i lladres, especialment els que treballen en equips, a vegades provoquen distracció, com fer una pregunta o xocar contra la víctima. Aquestes distraccions de vegades requereixen un joc de mans, velocitat, despiste i altres tipus d'habilitats.
Famosos lladres de ficció inclouen The Artful Dodger i Fagin, personatges de la novel·la Oliver Twist de Charles Dickens. Carteristes famosos de la vida real inclouen la prostituta irlandesa-americana Chicago May, que es perfila en els llibres Chicago May, Queen of the Blackmailers i Hell Hath No Fury: Famous Women in Crime.
Les tècniques de carteristes també són utilitzades pels il·lusionistes, ja sigui per agafar alguna cosa d'un espectador o per tornar-la sense el seu coneixement. James Freedman, àlies «The Man of Steal», va crear les seqüències de carteristes per a la pel·lícula Oliver Twist de 2005, dirigida per Roman Polanski. La revista Time Out va escriure que James Freedman és «possiblement el millor carterista del món». L'il·lusionista professional David Avadon va presentar un acte de carterista com la seva marca registrada durant més de 30 anys i promou a si mateix com «un carterista atrevit amb gallarda delicadesa» i «el primer carterista d'exposició del país, un dels pocs mestres al món d'aquest art clandestí».
Furt pot ser un ofici perillós, ja que les persones conscients de la presència de carteristes en una àrea poden encobrir objectes com trampes especialment dissenyades o utilitzar carteres buides. Ja que els carteristes normalment no tenen cap manera de determinar el contingut d'una cartera, excepte per l'estil de vestir de la víctima, s'han de prendre el que troben.
Suposadament, existeix una escola per entrenar carteristes, coneguda com l'«Escola de les set campanes». Es creu que és a prop de Bogotà, Colòmbia, en la Serralada dels Andes.